# Phallisme
«  Culte du phallus » redirige ici. Pour les autres significations, voir Culte et Phallus.

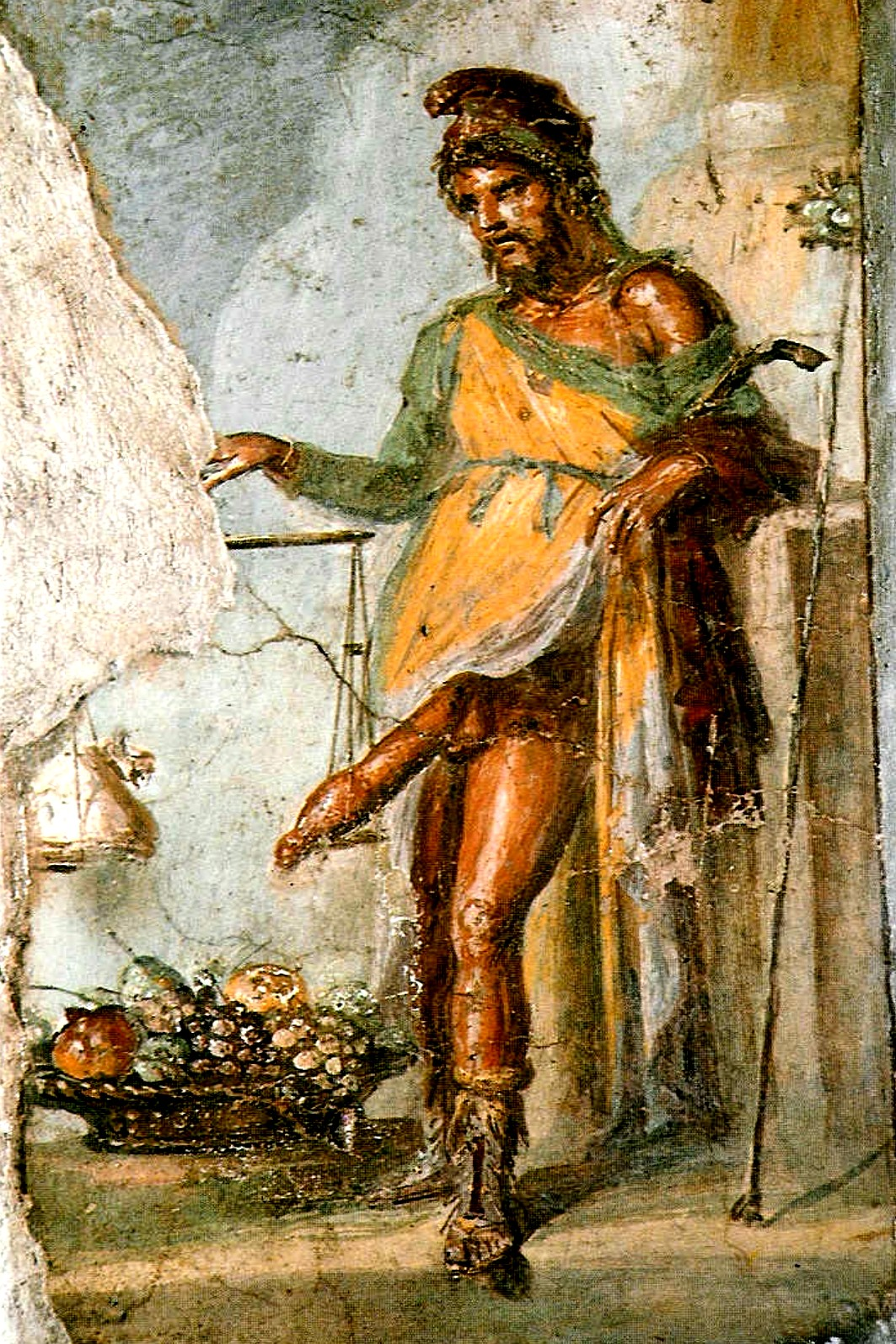
Fresque de Priape, Casa dei Vettii à Pompéi. Le dieu est représenté pesant son phallus contre un sac d'or.

Le phallisme fait référence au culte rendu au sexe de l'homme, le phallus. Des éléments de phallisme ont été trouvés dans de nombreuses cultures, par exemple en Grèce antique, en Inde, à Sumer...

## Étymologie
Phallisme dérive de phallus : sexe masculin en érection, terme présent sous cette forme ou après adaptation dans beaucoup de langues. Il est repris tel quel du latin, qui l’a emprunté au grec φαλλός / phallós, lui-même issu de l’indo-européen commun *bhel- (« enfler, grossir »).

## Signification
Le terme même de phallus est symbolique et lié à une représentation de nature religieuse. Le Trésor de la langue française le définit ainsi : « Représentation de l'organe sexuel masculin en érection en tant que symbole de puissance génésique, faisant l'objet d'un culte dans diverses sociétés ».
Le culte rendu au phallus a traversé les âges. Il n’est pas certain qu’il faille le relier directement à la phallocratie, ou valence différentielle des sexes, présentes à toutes ces époques. L’origine du phallisme est plutôt à rechercher dans la sacralisation du sexe pour son rôle dans le mystère de la procréation. Jacques-Antoine Dulaure, en 1805, croyait pouvoir associer son apparition à l’entrée du soleil dans les constellations du Taureau et du Bouc à l’équinoxe de printemps, les sexes de ces espèces devenant les emblèmes de puissance vitale.
La représentation du sexe n’est donc pas obscène dans les cultures premières et antiques : il est sacré, étant l’instrument de la fécondité. Cette sacralisation peut concerner les deux sexes on non. Le phallus est représenté ou symbolisé par le bâton, la pierre, la colonne, la main au majeur levé ou tout autre objet dressé ; le sexe ou le pubis féminin par le triangle, une coupe, une corbeille ou la main faisant la figue, et la croix elle-même apparaît comme la schématisation de l’envers d’une statue aux jambes fermées. Mais jusqu’au XIXe siècle, le masculin, dans beaucoup de cultures sinon dans toutes, est considéré comme apportant la semence, et le féminin comme le vase passif dans lequel elle pouvait s’épanouir.

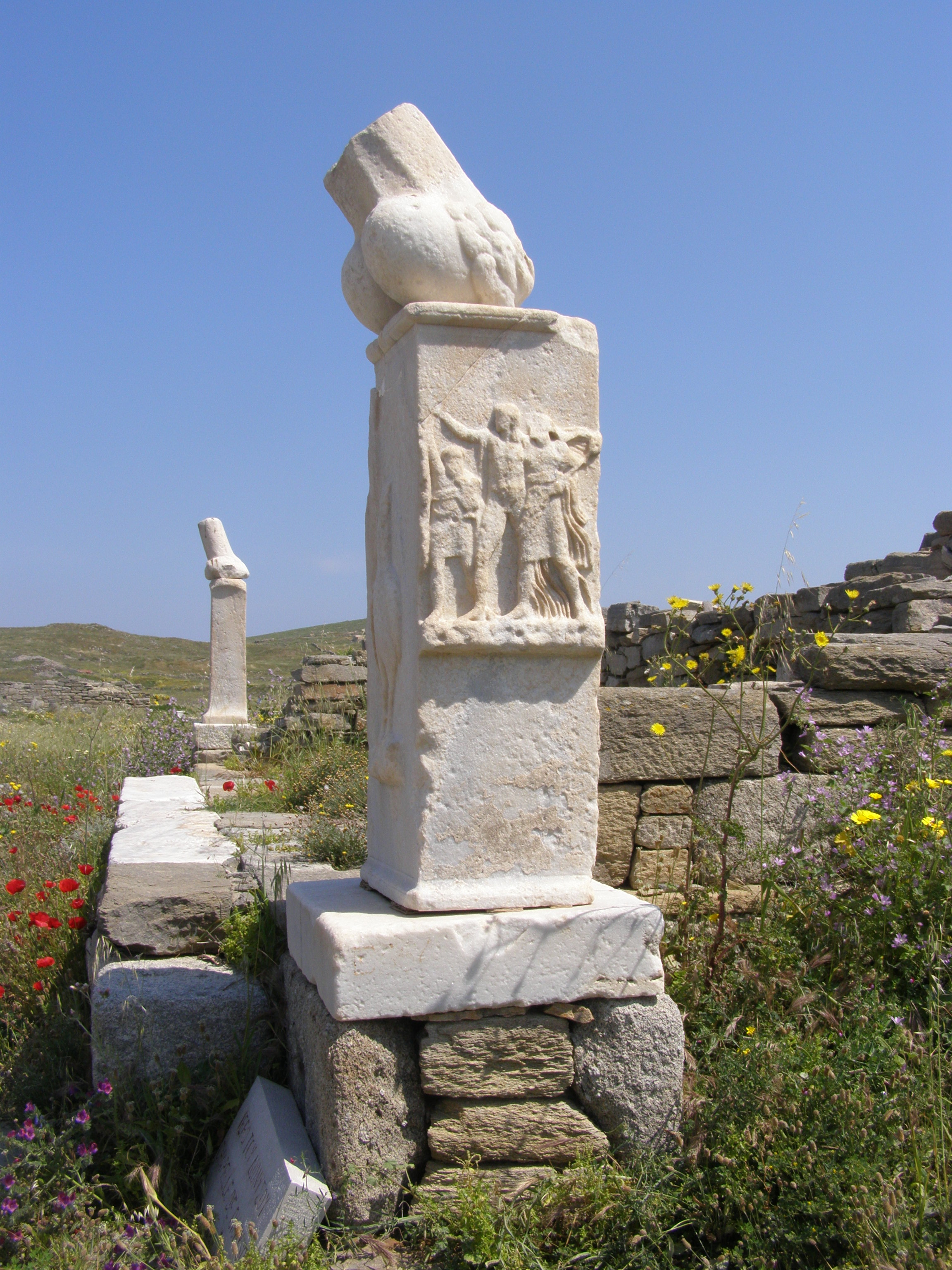
Deux phallus devant le sanctuaire de Dionysos à Délos.

À l’inverse, l’image de la vierge mère est paradoxalement présente dans nombre de mythes sur tous les continents : Égypte, Grèce, christianisme, bouddhisme, Chine, Amérindiens… Ainsi, dans le Popol-Vuh des Mayas, un ossement crache-t-il de la salive dans la main de « Celle du sang », vierge du séjour des morts, et « aussitôt, seulement par la salive, des enfants naquirent dans son ventre ».
Le culte du phallus, héros de la perpétuation des peuples anciens, mystérieux par son pouvoir, nous est connu par des statues aux sexes apparents, par des phallus démesurés représentés seuls, par la représentation d’actes de copulations, sous les formes et sur les supports les plus variés.
Certains objets, détournés par le christianisme et transmis jusqu’à nos jours, seraient en réalité la survivance des cultes immémoriaux : « le cierge pascal, signe de la régénération de la nature au printemps, les flambeaux de l’hyménée, l’anneau de mariage se rapportent bien évidemment aux cérémonies du culte de la génération », écrit Charles Lejeune alors que Freud est encore inconnu hors de Vienne.
En revanche, les ex-votos phalliques ne relèvent pas du phallisme, ce sont des offrandes à un dieu en demande d'une grâce ou en remerciement pour la guérison d’un problème lié à l’organe.
On peut se demander si les gravures licencieuses, notamment en vogue au XVIIIe siècle, et la pornographie aujourd’hui, friandes de braquemarts énormes, sont une expression du masculinisme ou une réminiscence des cultes phalliques…

## Portée

### La préhistoire

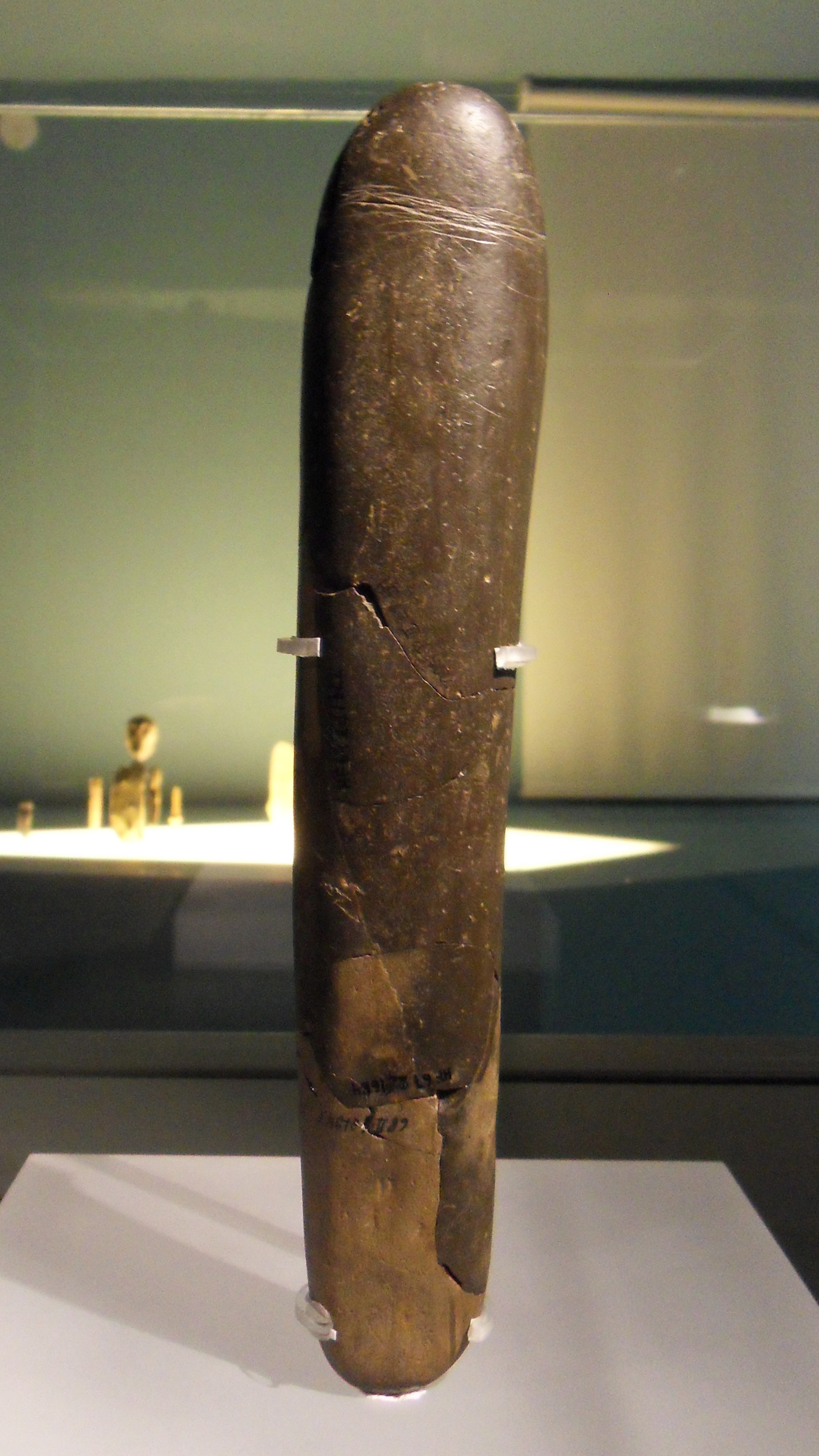
Phallus de Schelklingen, (27-30000 ans).

Moins nombreuses peut-être que celles de vulves (triangles pubiens, comme à la grotte Chauvet) ou de Vénus (comme celle de Willendorf), les représentations de phallus sont très présentes dans les peintures, gravures et sculptures dès leur apparition au Paléolithique supérieur. Elles y avaient sans doute un rôle magique ou religieux autant qu'esthétique.
Parmi elles, on peut relever le phallus poli de la grotte Hohle Fels, près de Schelklingen (Bade-Wurtemberg), du Gravettien (27 000 à 30 000 BP) ; le phallus gravé de la grotte des Trois-Frères, en Ariège ; ceux de l'abri Blanchard en Dordogne ; le double phallus décorant un bâton en T en bois de rennes de la grotte de Gorge d’enfer, aux Eyzies-de-Tayac (Dordogne), du Magdalénien (17 000 à 12 000 BP) ; le curieux phallus à tête humaine du roc de Marcamps (Gironde) de la même époque.
Le culte phallique pourrait avoir été associé à celui du soleil, lui aussi considéré comme source de vie, et les pierres verticales des sites mégalithiques (menhirs, centre des cercles…) peuvent être des symboles phalliques dressés vers lui.

### Les cultures européennes

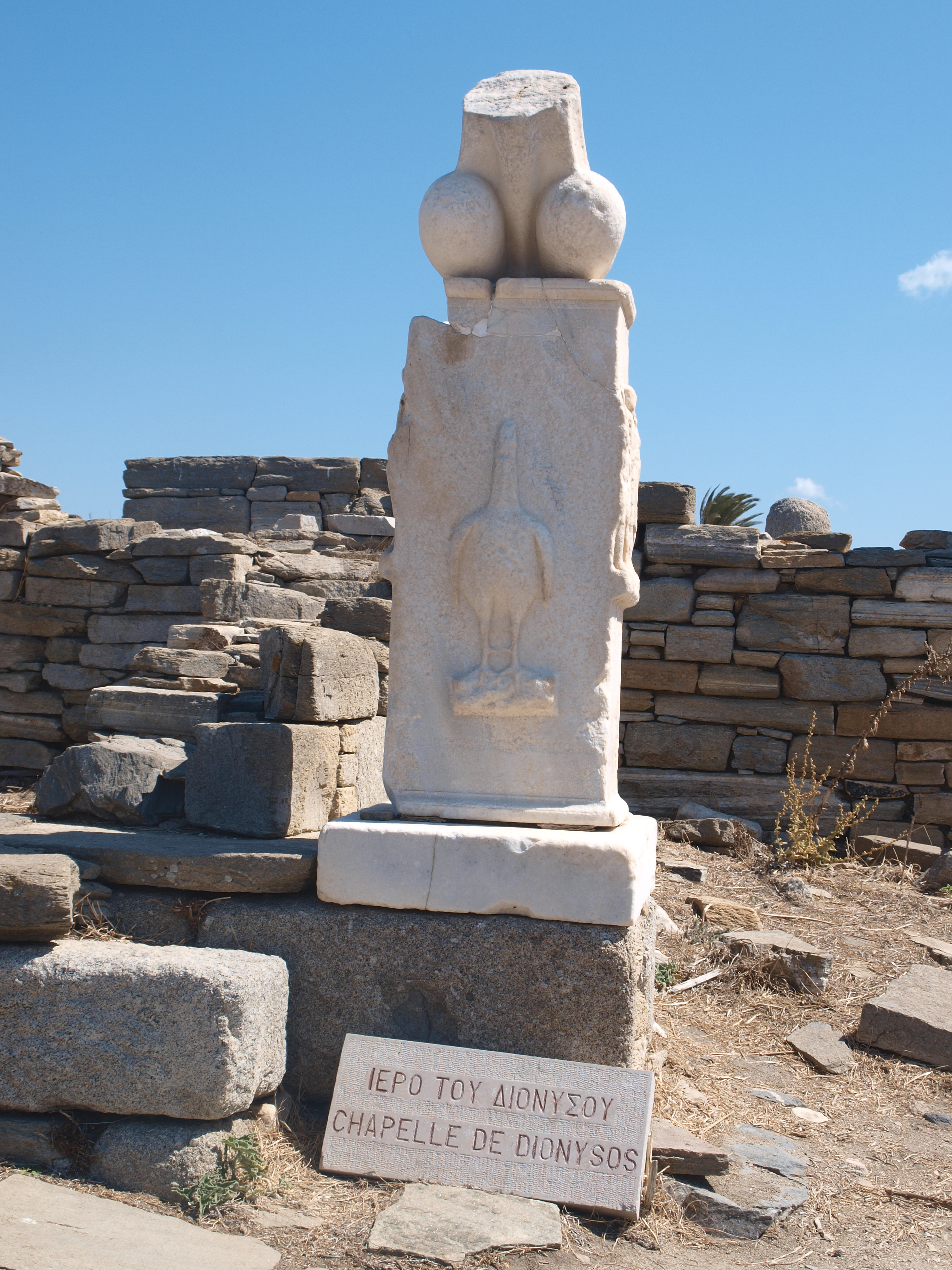
Le phallus du temple d'Apollon (île de Delos, Grèce)

#### Grèce antique
Dans la mythologie grecque traditionnelle, Hermès, dieu du commerce, gardien des routes et des carrefours, est considéré comme une divinité phallique. Il est représenté sur des piliers et des statues comportant un phallus. Il n'y a pourtant pas de consensus sur cette description et ce serait pure spéculation de considérer Hermès comme un dieu de la fertilité.
Pan, fils d'Hermès, est souvent représenté avec un énorme pénis en érection.
Priape est un dieu grec de la fertilité dont le symbole est un phallus de taille exagérée. Il est fils d'Aphrodite et de Dionysos ou d'Adonis, selon les versions du mythe original. C'est le protecteur des jardins et des troupeaux. Son nom, qui a donné en grec πριαπισμός (« érection ») est à l'origine de la dénomination médicale du « priapisme », affection dans laquelle ne retrouve pas durablement sa flaccidité après une érection.

#### Rome antique

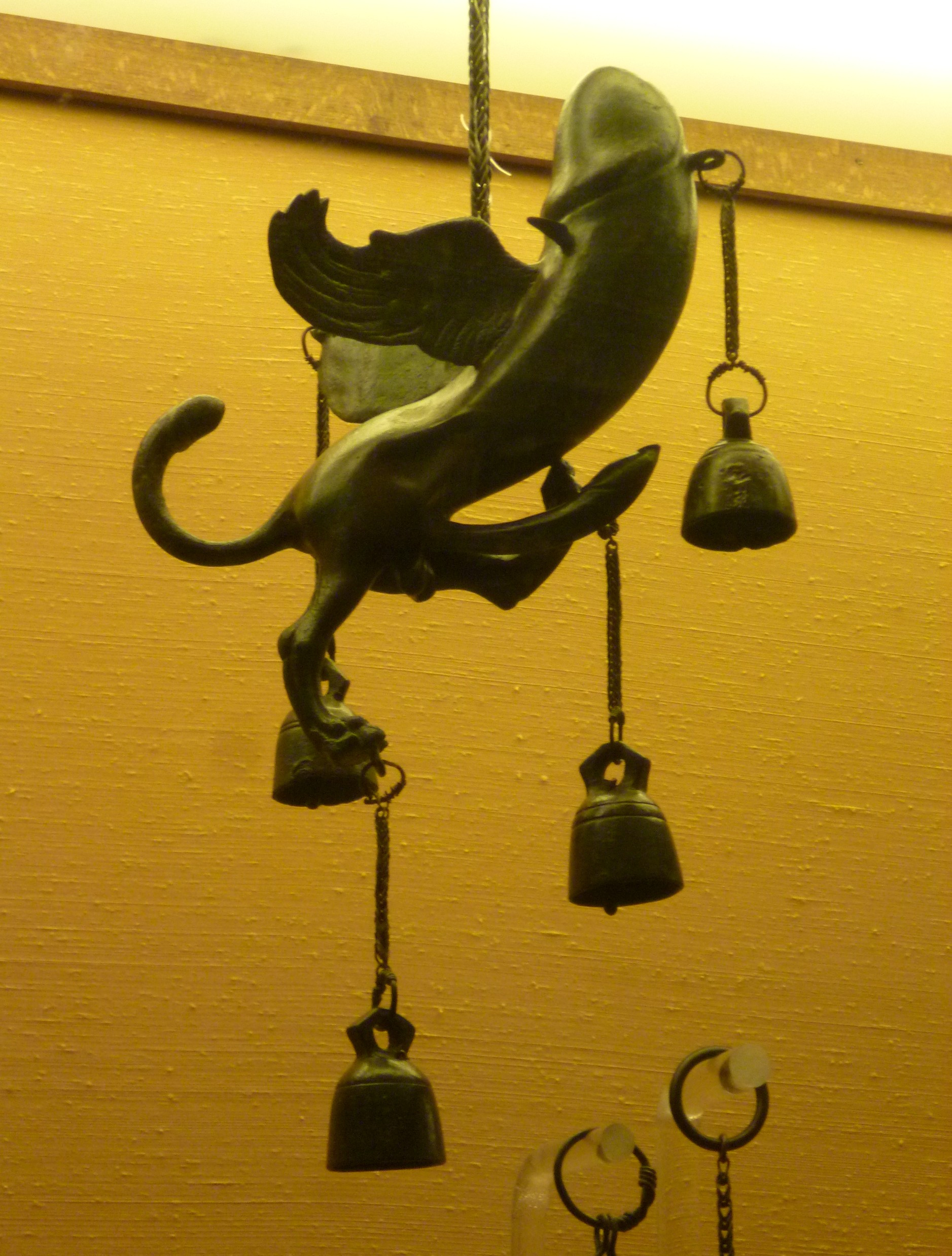
Amulette en bronze en forme de « phallus volant » du Elle était suspendue devant la porte d'une maison ou d'un magasin pour éloigner les mauvais esprits (Musée archéologique national, Naples).

Les Romains portaient des bijoux phalliques pour se protéger du mauvais œil. La représentation du phallus accompagné des testicules était appelée fascinus ou fascinum (« charme », « maléfice »). Il était notamment utilisé comme amulette portée au cou par les enfants, pour les protéger des mauvais sorts.
Les phallus sont pour cette raison nombreux à Pompei, plusieurs faisaient office de colonne dans de petits temples en bas-relief.
Mutunus Tutunus est l'avatar de Priape dans la mythologie romaine.

#### Scandinavie
Le dieu nordique Freyr, divinité phallique, représente la fertilité masculine et l'amour.
La nouvelle du XIVe siècle Völsa þáttr décrit une famille norvégienne vénérant un pénis de cheval.

#### Baltes et Slaves
Les Baltes et les Slaves rendaient lors des rites de fertilité printaniers un culte à un couple divin de la beauté et à la fertilité : Lada et son fils ou époux, Lado, dieu phallique, mentionnés par des textes monastiques russes du XVe au XVIIIe siècle.

### Les cultures orientales

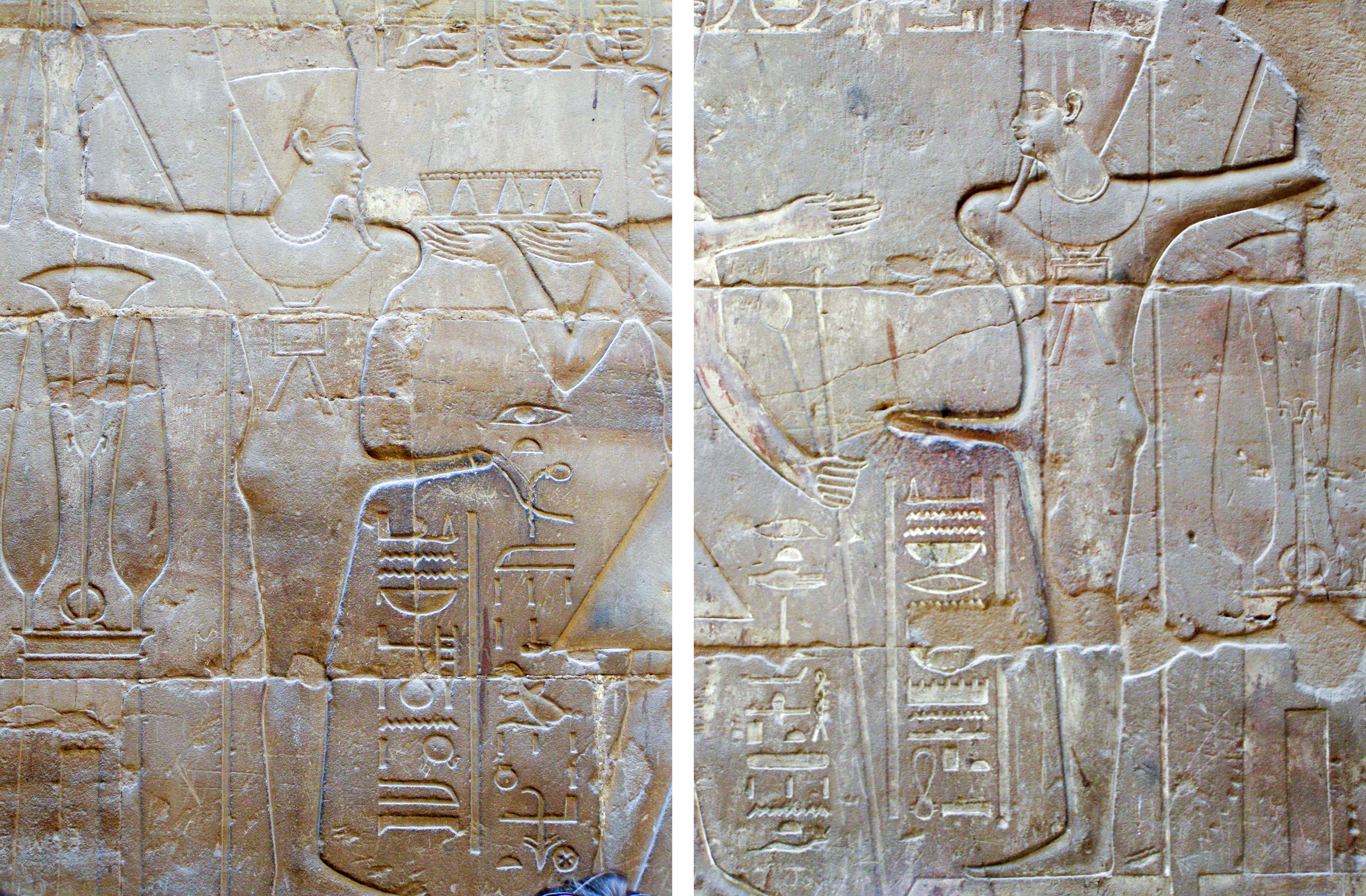
Min, dieu égyptien de la fertilité et de la reproduction.

#### Ancienne Égypte
Les Égyptiens associaient le culte du phallus à Osiris : selon le mythe d'Osiris, quand son corps a été coupé en treize morceaux, Seth les a dispersés dans toute l'Égypte et sa femme, Isis, les a tous retrouvés sauf un : son pénis, avalé par un poisson.
Le phallus y est le symbole de la fertilité, et le dieu Min est souvent représenté avec un pénis en érection (ithyphallique). Selon les légende, Bès serait un dieu phallique.
Un phallus momifié a même été retrouvé dans le tombeau d'une femme de Memphis

### Le sous-continent indien

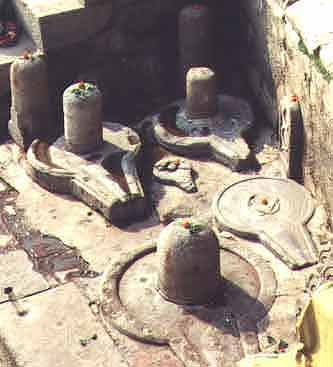
Pulleiar indien, emblème de la fécondité représentant les deux sexes: les lingams (phallus) repose sur des vasques représentant le sexe féminin.

#### Inde
Dans le Tantrisme, le lingam symbolise Shiva. Le lingam est souvent situé dans un yoni (symbolisant Shakti) pour indiquer un équilibre entre les énergies créatrices mâle et femelle.

#### Bhoutan
Drukpa Kunley, moine bouddhiste tibétain du XVe, serait à l’origine du rôle protecteur du phallus contre le mauvais œil au Bhoutan.

### L’extrême orient

#### Japon

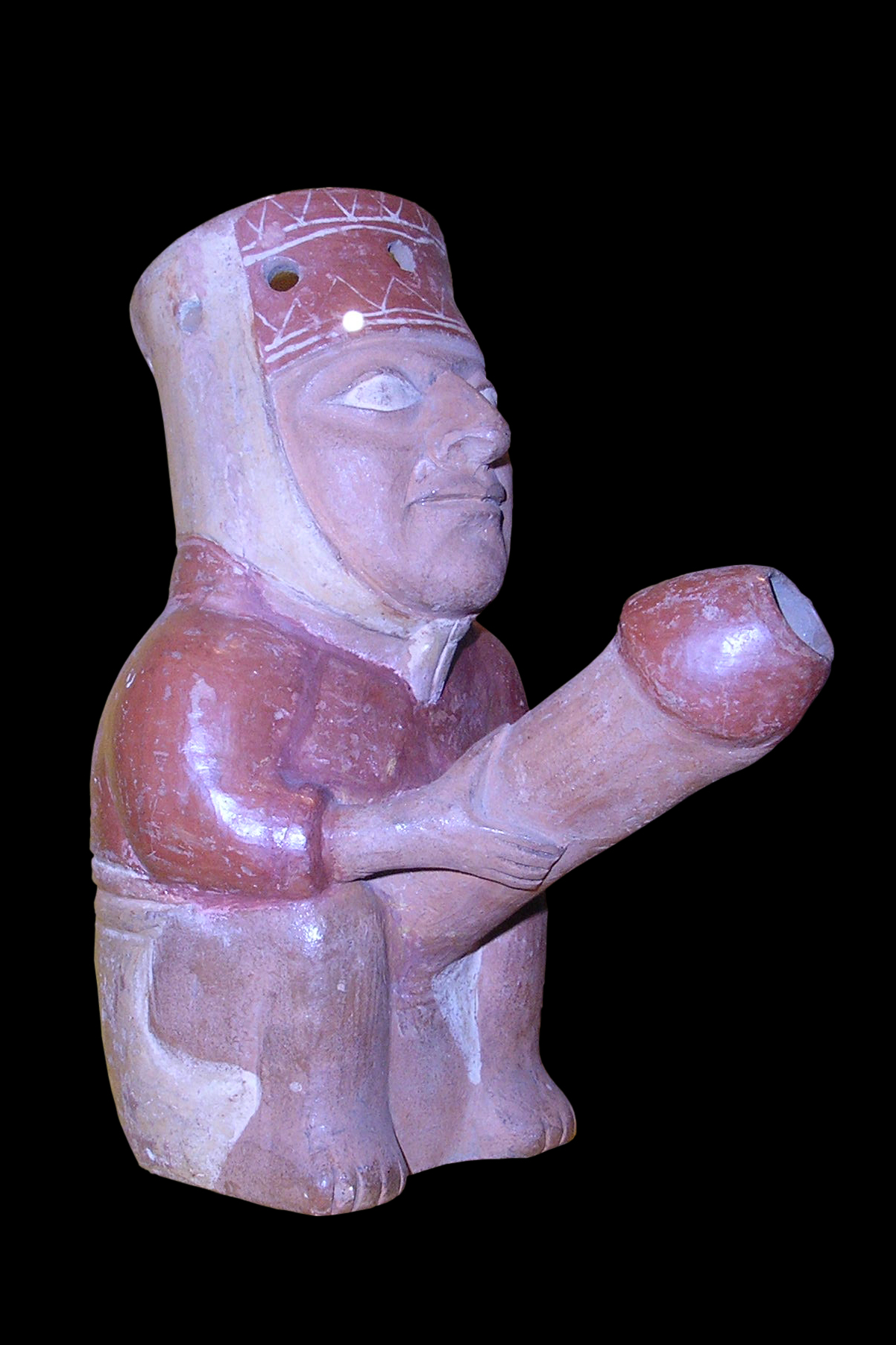
Céramique représentant Kurupi.

Daikokuten est un dieu japonais phallique. Les festivals, tels que Danjiri matsuri (en), à Kishiwada (préfecture d'Osaka), comportaient des adorations de pénis, largement répandues.
Le tombeau de Mara Kannon (麻羅観音)) à Nagato, préfecture de Yamaguchi, est un des nombreux « tombeaux de la fertilité » existant toujours au Japon.

### L'Amérique précolombienne
La céramique amérindienne accorde une grande place à la copulation et aux attributs sexuels. La céramique mochica, sur la côte nord-péruvienne, représente notamment des scènes de coït et des phallus surdimensionnés en abondance.
Kokopelli, personnage mythique issu de la mythologie des Anasazi et/ou Hohokams, dans le Sud-Ouest des États-Unis, est un symbole de fertilité, de joie, de fête, de longue vie. Il est parfois représenté avec un attribut mâle d’une taille exagérée.
Kurupi est l'un des principaux personnages légendaires de la mythologie des Guaranis d'Amazonie. Son pénis est censé pouvoir passer sous les portes, les fenêtres et autres ouvertures des maisons pour féconder les femmes endormies.